# Gornja Večeriska
Gornja Večeriska – wieś w Bośni i Hercegowinie, w Federacji Bośni i Hercegowiny, w kantonie środkowobośniackim, w gminie Vitez. W 2013 roku liczyła 374 mieszkańców, z czego większość stanowili Chorwaci.